# Vaskivka, Hlobîne
Vaskivka (în ucraineană Васьківка) este un sat în comuna Pronozivka din raionul Hlobîne, regiunea Poltava, Ucraina.

## Demografie
Componența lingvistică a localității Vaskivka
     Ucraineană (98,36%)
     Rusă (1,64%)
Conform recensământului din 2001, majoritatea populației localității Vaskivka era vorbitoare de ucraineană (98,36%), existând în minoritate și vorbitori de rusă (1,64%).